# 391988 Illmarton
391988 Illmarton este o planetă minoră (asteroid) din centura de asteroizi. A fost descoperită pe 27 decembrie 2008 la Piszkéstetői Obszervatórium⁠(d) de Krisztián Sárneczky⁠(d). 
Obiectul prezintă o orbită caracterizată de o semiaxă mare de 2,6153242294749 UAi, o excentricitate de 0,2, o înclinație de 9,2 ° în raport cu ecliptica.